# Malte au Concours Eurovision de la chanson 2018
Malte est l'un des quarante-trois pays participants du Concours Eurovision de la chanson 2018, qui se déroule à Lisbonne au Portugal. Le pays est représenté par Christabelle Borg et sa chanson Taboo, sélectionnés via l'émission Malta Eurovision Song Contest 2018. Terminant en 13e position avec 101 points lors de sa demi-finale, Malte se voit être éliminé.

## Sélection
Malte a confirmé sa participation à l'Eurovision 2018 le 7 juillet 2017 et a annoncé le même jour que l'émission Malta Eurovision Song Contest serait utilisée comme sélection.
La sélection est constituée d'une unique finale, se déroulant le 3 février 2018, lors de laquelle seize artistes concourent. Le vainqueur de la sélection est désigné par un vote combinant pour moitié celui d'un jury international et pour l'autre moitié le télévote maltais.
- Premier
- Deuxième
- Troisième
- Dernier

| #  | Artiste                | Chanson              | Jury                 | Jury                   | Jury                 | Jury                    | Jury                | Télévote | Total | Place |
| #  | Artiste                | Chanson              | Drapeau de l'Islande | Drapeau de la Tchéquie | Drapeau de l'Albanie | Drapeau de la Macédoine | Drapeau de l'Italie | Télévote | Total | Place |
| -- | ---------------------- | -------------------- | -------------------- | ---------------------- | -------------------- | ----------------------- | ------------------- | -------- | ----- | ----- |
| 1  | AIDAN                  | Dai Laga             | 10                   | 8                      | 6                    | 3                       | 7                   | 8        | 42    | 4     |
| 2  | Miriana Conte          | Rocket               | 4                    | –                      | 5                    | –                       | –                   | 5        | 14    | 11    |
| 3  | Jasmine Abela          | Supernovas           | 8                    | 10                     | 2                    | 5                       | –                   | 6        | 31    | 8     |
| 4  | Matthew Anthony        | Call 2morrow         | 3                    | 5                      | 4                    | 6                       | 8                   | 6        | 32    | 7     |
| 5  | Danica Muscat          | One Step at a Time   | –                    | –                      | –                    | –                       | 2                   | 1        | 3     | 16    |
| 6  | Dwett                  | Breaking Point       | –                    | 2                      | –                    | 1                       | –                   | 12       | 15    | 10    |
| 7  | Lawrence Gray          | Love Renegade        | –                    | –                      | –                    | –                       | 3                   | 4        | 7     | 15    |
| 8  | Richard & Joe Micallef | Song for Dad         | 5                    | 4                      | 10                   | 7                       | 5                   | 67       | 98    | 2     |
| 9  | Tiziana Calleja        | First Time           | –                    | –                      | –                    | –                       | 4                   | 8        | 12    | 14    |
| 10 | Eleanor Cassar         | Back to Life         | 2                    | 1                      | 7                    | 8                       | 1                   | 17       | 36    | 5     |
| 11 | Rhiannon               | Beyond Blue Horizons | 1                    | 6                      | –                    | 2                       | –                   | 5        | 14    | 11    |
| 12 | Brooke Borg            | Heart of Gold        | 6                    | 3                      | 8                    | 10                      | 10                  | 47       | 84    | 3     |
| 13 | Christabelle Borg      | Taboo                | 12                   | 12                     | 12                   | 12                      | 12                  | 73       | 133   | 1     |
| 14 | Deborah C              | Turn It Up           | –                    | –                      | –                    | –                       | –                   | 13       | 13    | 13    |
| 15 | Avenue Sky             | We Can Run           | –                    | –                      | 1                    | –                       | –                   | 15       | 16    | 9     |
| 16 | Petra                  | Evolution            | 7                    | 7                      | 3                    | 4                       | 6                   | 6        | 33    | 6     |

## À l'Eurovision
Malte a participé à la deuxième demi-finale, le 10 mai 2018. Le pays se classe 5e au vote des jurys, avec 93 points. Cependant le télévote place le pays 18e et dernier avec seulement 8 points. Finalement, le pays ne réussit pas à se qualifier, terminant à la 13e place avec 101 points.